# Les Diamants de l'oubli
Pour plus de détails, voir Fiche technique et Distribution.
Les Diamants de l'oubli (The Memory of Eva Ryker) est un téléfilm américain réalisé par Walter Grauman et diffusé le 7 mai 1980 à la télévision sur CBS.

## Synopsis
William E. Ryker engage Norman Hall pour enquêter sur les circonstances de la mort de sa femme Eva durant la Seconde Guerre mondiale afin d'aider sa fille Claire. Cette dernière est, selon les médecins, perturbée par ce qu'elle a vécu enfant en lien avec la mort d'Eva. Le détective va trouver bien plus en mettant à jour une conspiration ayant comme objet le vol de bijoux inestimables.

## Fiche technique
- Titre original : The Memory of Eva Ryker
- Titre français : Les Diamants de l'oubli
- Réalisation : Walter Grauman
- Scénario : Laurence Heath, d'après un roman de Donald A. Stanwood
- Direction artistique : Duane Alt
- Directeurs de la photographie : Al Francis et John M. Nickolaus Jr.
- Montage : John A. Fegan Jr.
- Musique : Richard LaSalle
- Création des costumes : Paul Zastupnevich
- Effets spéciaux : Marlowe Newkirk
- Producteur : Irwin Allen
- Producteur associé : George E. Swink
- Compagnies de production : Warner Bros Television et Irwin Allen Productions
- Pays d'origine :  États-Unis
- Format : couleurs - 35 mm - son mono - 1.33 plein écran
- Genre : drame
- Durée : 144 minutes
- Date de première diffusion :
  -  États-Unis : 7 mai 1980

## Distribution
- Natalie Wood (VF : Frédérique Tirmont) : Eva Ryker / Claire Ryker
- Robert Foxworth (VF : Richard Darbois) : Norman Hall
- Roddy McDowall (VF : Jean-Pierre Leroux) : MacFarland
- Bradford Dillman (VF : Pierre Hatet) : Jason Eddington
- Jean-Pierre Aumont (VF : lui-même) : l'inspecteur Laurier
- Peter Graves (VF : Roland Ménard) : Mike Rogers
- Mel Ferrer (VF : Bernard Tixier) : le Dr Sanford
- Robert Hogan : J.H. Martin
- Morgan Fairchild (VF : Céline Monsarrat) : Lisa Eddington
- Ralph Bellamy (VF : Jean Michaud) : William E. Ryker
- Tonya Crowe : Eva
- Vince Howard : Albert
- Ella Raino Edwards (VF : Martine Meirhaeghe) : Martha
- John Alderson (VF : Antoine Marin) : le shérif
- Len Wayland (VF : Yves Barsacq) : le commandant Masterson
- Ted Gehring (VF : Jacques Dynam) : le lieutenant Galbraith
- William Beckley (VF : Marcel Guido) : Leeds
- Keith McConnell (VF : Jean Berger) : le capitaine Blake